# Tafla (berg)
Tafla är ett berg i republiken Island. Det ligger i regionen Västfjordarna, 210 km norr om huvudstaden Reykjavík. Toppen på Tafla är 694 meter över havet, eller 83 meter över den omgivande terrängen. Bredden vid basen är 2,1 km.
Trakten runt Tafla är nära nog obefolkad, med mindre än två invånare per kvadratkilometer. Närmaste större samhälle är Þingeyri, nära Tafla. Trakten runt Tafla består i huvudsak av gräsmarker.